# 小行星4903
小行星4903（英語：4903 Ichikawa）是一颗围绕太阳公转的小行星。1989年10月20日，水野義兼、古田俊正在可儿市发现了此天体。
这颗小行星的绝对星等为251.5061363946735等。